# مزرعه بید
مزرعه بید یک منطقهٔ مسکونی در ایران است که در دهستان سید جمال‌الدین واقع شده‌است. مزرعه بید ۱٬۸۴۹ نفر جمعیت دارد. از سال ۱۴۰۰ مزرعه بید با ادغام در جنت آباد به عنوان شهر پالیز با جمعیت ۴۳۰۰ نفر شناخته می‌شود.اطلاعات بیشتر در صفحه رسمی شهر پالیز در اینستاگرام که توسط بکائی ایجاد شده @paliz_city